# Peter von Kummant
Peter von Kummant (* 22. Mai 1943) ist ein ehemaliger deutscher Fußballspieler. Er war als Stürmer und Mittelfeldspieler beim 1. FC Nürnberg und FC Wacker München aktiv. Beim „Club“ absolvierte er in der Debütsaison der Fußball-Bundesliga, 1963/64, vier Bundesligaspiele.

## Karriere
Der Linksaußen gewann mit Mannschaftskameraden wie Kurt Haseneder und Stefan Reisch Anfang August 1960 das Endspiel um die Süddeutsche A-Juniorenmeisterschaft mit 6:3 gegen den Karlsruher SC, wo Angreifer Horst Wild mit zwei Toren herausragte.
Am 3. Juni 1962 stürmte von Kummant beim 3:1-Heimerfolg gegen die TSG Ulm 1846 an der Seite von Tasso Wild auf Linksaußen im Wettbewerb um den süddeutschen Pokal erstmals in einem Pflichtspiel in der Ligamannschaft des 1. FC Nürnberg. Damit war seine Mannschaft für den DFB-Pokal qualifiziert, den der „Club“ am 29. August 1962 in Hannover mit einem 2:1 nach Verlängerung gegen Fortuna Düsseldorf gewann. Der wie auch Jürgen Billmann, Karl-Heinz Ferschl und Horst Leupold aus der „Club“-Jugend entwachsene Nachwuchsspieler stand 1963/64 in der ersten Saison der Fußball-Bundesliga vom 8. bis zum 11. Spieltag in der Startelf des 1. FC Nürnberg. Er debütierte am 19. Oktober 1963 unter Trainer Herbert Widmayer beim Heimspiel gegen den FC Schalke 04 (0:2) auf Linksaußen an der Seite von Heinz Strehl, Karl Schmidt, Tasso Wild und Heinrich Müller in der Bundesliga. Ab dem 1. November 1963 übernahm Jenö Csaknady das Traineramt bei den Franken und von Kummant kam in dessen zwei ersten Spielen gegen Borussia Dortmund (1:3) und den VfB Stuttgart (0:1) zu seinem dritten und vierten Bundesligaspiel. Da Csaknady eine deutlich defensivere Grundausrichtung pflegte, fand von Kummant bis zum Rundenende keine Verwendung mehr. Zur darauffolgenden Saison 1964/65 wechselte er in die damals zweitklassige Regionalliga Süd zum Aufsteiger FC Wacker München, wo er an der Seite von Mitspielern wie Wilhelm Zott und Horst Pohl 23 Spiele absolvierte und vier Tore erzielte. Herausragend waren die zwei Begegnungen gegen den späteren Meister und Bundesligaaufsteiger FC Bayern München am 23. September 1964 (2:9) und 28. Februar 1965 (0:1), mit deren zukünftigen Weltstars Sepp Maier, Franz Beckenbauer und Gerd Müller. Nach dem Regionalligaabstieg spielte der Mann aus Nürnberg weiter für den FC Wacker.
In der Saison 1967/68, der FC Wacker war in der Bayernliga Vizemeister geworden, spielte sich von Kummant unter Trainer Karl Mai mit seinen Mannschaftskameraden im Wettbewerb um die Deutsche Amateurmeisterschaft nach Erfolgen über den SC Staaken, SSV Reutlingen Am. und Hammer SV 01/04 in das Finale. Am 9. Juni 1968 verloren die Münchner in Bochum das Endspiel nach Verlängerung mit 3:5 Toren. Der ehemalige Bundesligaakteur des 1. FC Nürnberg erzielte zwei Tore. Nach dem erneuten Aufstieg 1969/70 kam von Kummant 1970/71 nochmals zu 14 weiteren Regionalligaeinsätzen mit den „Blausternen“ wo er zwei Tore erzielte. Insgesamt wird er mit 37 Regionalligaeinsätzen mit sechs Toren für Wacker München geführt.